# Șaboltasivka, Sosnîțea
Șaboltasivka (în ucraineană Шаболтасівка) este o comună în raionul Sosnîțea, regiunea Cernihiv, Ucraina, formată numai din satul de reședință.

## Demografie
Componența lingvistică a comunei Șaboltasivka
     Ucraineană (98,98%)
     Alte limbi (1,01%)
Conform recensământului din 2001, majoritatea populației comunei Șaboltasivka era vorbitoare de ucraineană (98,98%), existând în minoritate și vorbitori de alte limbi.